# تريسي ليزلي
تريسي ليزلي (بالإنجليزية: Tracy Leslie)‏ هو مالك فريق ناسكار ‏ أمريكي، ولد في 24 أكتوبر 1957 في ماونت كليمنس في الولايات المتحدة.

## وصلات خارجية
- تريسي ليزلي على موقع Racing-Reference.info (الإنجليزية)